# August Friedrich Holtzhausen

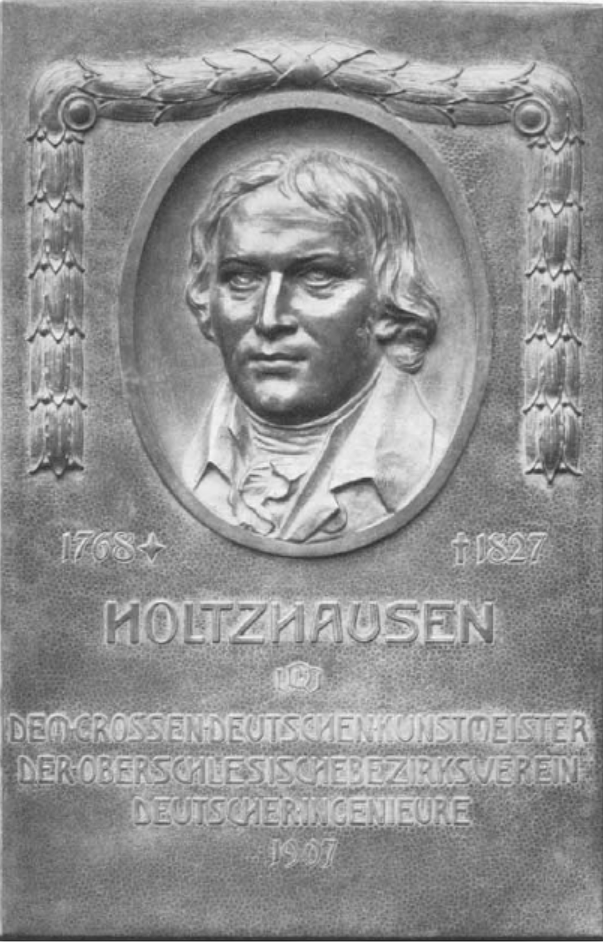

August Friedrich Wilhelm Holtzhausen (* 4. März 1768 in Ellrich im Südharz; † 1. Dezember 1827 in Gleiwitz, Oberschlesien) war ein deutscher Ingenieur und Dampfmaschinenhersteller. Als erster deutscher Dampfmaschinenfabrikant baute er in den Jahren 1794 bis 1825 mehr als 50 Dampfmaschinen.

## Leben und Werk
Holtzhausen wurde am 4. März 1768 in Ellrich im südlichen Harz geboren und war evangelisch. Holtzhausen besuchte die Berg- und Maschinenfachschule in Andreasberg. Da er dort das Interesse auf sich lenkte, wurde er 1790 dem durch den Harz reisenden Direktor des schlesischen Oberbergamtes Friedrich Wilhelm Graf von Reden empfohlen. Dieser war dabei den Dampfmaschinenbetrieb in Schlesien einzuführen und suchte einen Maschinenmeister für die am 4. April 1788 in Tarnowitz auf der Königlichen Friedrichsgrube aufgestellten Dampfmaschine. Reden veranlasste daraufhin Holtzhausen zu einem Studium der Dampfmaschine in den Mansfelder Kupferschieferbergbau. 1792 wurde Holtzhausen dann nach Schlesien berufen und wurde noch im ersten Jahr zum „Feuermaschinenmeister“ ernannt. 1794 begann Holtzhausen in Oberschlesien mit den einfachsten Hilfsmitteln und ungeschulten Arbeitern selbst den Bau von Dampfmaschinen. Bis 1825 baute er mehr als 50 von ihnen in Größen von vier bis 80 Pferdestärken. Insgesamt hatten sie eine Pferdestärke von 770. Die Teile für die Dampfmaschinen wurden zunächst in der Hütte in Malapane gefertigt und später in der Königlichen Gleiwitzer Hütte, in den 1806 dafür errichteten Maschinenwerkstätten. 1808 wurde er zum Maschineninspektor ernannt. Anfangs baute Holtzhausen Newcomensche, später Wattsche Dampfmaschinen. Von Holtzhausen stammten die erste Betriebs-Dampfmaschine in Preußen, die in der Berliner Porzellanmanufaktur eingerichtet wurde, und die älteste Dampfmaschine des Ruhrgebietes. Am 9. März 1825 erhielt Holtzhausen durch den König den Titel „Maschinendirector“. Holtzhausen starb am 1. Dezember 1827 an einem Schlaganfall in Gleiwitz und wurde auf dem Gleiwitzer Hüttenfriedhof begraben. Sein heute nicht mehr vorhandenes Grabmal wurde von seinem Schwiegersohn, dem Modelleur Beyerhaus, geschaffen.
Ihm zu Ehren wurde eine Gedenkplakette an der Staatlichen Maschinenbau- und Hüttenschule in Gleiwitz angebracht.